# 添元
添元（1453年—1454年），或作天元，为中国明朝时期瓦剌「大元田盛大可汗」也先的年号，前后共1年，李崇智按照郑晓《四夷考》也先于天顺元年（1457年）被杀的说法，记前后共5年。
该年号见于《明英宗实录》和《明史》。学者推测该年号可能是来自音译，为求回避而故将天元译作添元。

## 公元纪年对照表
| 添元 | 元年     | 二年   |
| ---- | -------- | ------ |
| 公元 | 1453年   | 1454年 |
| 干支 | 癸酉     | 甲戌   |
| 明朝 | 景泰四年 | 五年   |

## 同期存在的其他政权年号
- 中國
  - 景泰（1450年－1457年）：明朝—明代宗朱祁鈺之年号
- 日本
  - 享德（1452年－1455年）：後花園天皇之年號
- 越南
  - 大和（1443年－1453年）：後黎朝—黎仁宗黎邦基之年号
  - 延寧（1454年－1459年）：后黎朝—黎仁宗黎邦基之年号

## 參看
- 中國年號索引
- 蒙古年号列表